# هال نيدهام
هال نيدهام (بالإنجليزية: Hal Needham)‏ (و. 1931 – 2013 م) هو مخرج أفلام، وكاتب سيناريو، وممثل أفلام، ومؤدي مشاهد خطيرة أمريكي، ولد في ممفيس، تينيسي، توفي في لوس أنجلوس، عن عمر يناهز 82 عاماً، بسبب سرطان.

## وصلات خارجية
- هال نيدهام على موقع IMDb (الإنجليزية)
- هال نيدهام على موقع ألو سيني (الفرنسية)
- هال نيدهام على موقع أول موفي (الإنجليزية)
- هال نيدهام على موقع قاعدة بيانات الأفلام السويدية (السويدية)
- هال نيدهام على موقع إن إن دي بي (الإنجليزية)
- هال نيدهام على موقع قاعدة بيانات الفيلم (الإنجليزية)
- هال نيدهام على موقع كينوبويسك (الروسية)